# Between Friends
Between Friends és una tira còmica sindicada escrita per Sandra Bell-Lundy. La tira còmica es publica a més de 175 diaris de deu països d'arreu del món. Tres dones professionals de mitjana edat i els problemes en què s'enfronten a les seves vides són el focus principal de la sèrie. Inicialment, la Maeve, la Susan i la Kimberly no tenien fills, però ara la Susan i la Kimberly són mares. Between Friends va aparèixer inicialment al St. Catharines Standard el maig de 1990, i va ser sindicat per King Features Syndicate el febrer de 1994.
Els originals de Bell-Lundy utilitzada per a les tires es va mostrar a l'Artway Gallery de Brampton, Ontario, el 2009.

## Personatges
Tots els personatges secundaris estan connectats amb Kim, Maeve o Susan.
Kimberly va escriure anteriorment una columna sobre els problemes de les dones des de casa. Actualment, és mestressa de casa i lluita per trobar una nova font de realització intel·lectual.
- Derek, professor d'anglès de secundària, era pare solter abans del seu nou matrimoni amb Kim.
- Danny ha passat de ser fill de Derek a fill de Derek i Kim. Sempre està a les últimes modes infantils com Pokémon, Crash Bandicoot, Yu-Gi-Oh!, i Duel Masters. També li encanta menjar, però odia fer-se els seus propis àpats.

La Maeve és una divorciada picant que sempre té un retorn ràpid. És la que una persona sempre recorda a les festes. És una gran directora de vendes a l'oficina, però menys genial amb la seva vida personal.
- Helen és la companya de feina de la Maeve, la caixa de ressonància i la veu de l'experiència a l'oficina. Està casada i té dos fills preadolescents.
- Simon és l'exmarit de la Maeve. Periòdicament entra i propaga el caos.

La Susan, com la Maeve, treballa en un despatx professional. Anteriorment, ella i el seu marit Harvey eren DINKY(double income; no kids yet , sou doble sense fills encara). Després de lluitar amb els tractaments d'infertilitat, van adoptar una filla, Emma.
- Harvey és un relaxat director de funerals i el marit solidari de Susan.
- Emma és la filla adoptiva de Susan i Harvey.
- La Tina és la companya d'oficina de la Susan i la mare cansada amb dos nens amb bolquers.

## Estil
La tira està dibuixada amb detall i a color. Normalment, té quatre vinyetes, la ⁣Sunday comics té un format de dos nivells amb una gran vinyeta de logotip que apareix a l'esquerra de la tira. Els personatges es mostren vivint a casa seva o a oficines, però de tant en tant es mostren al centre comercial o a la cafeteria. A diferència dels còmics habituals on els personatges es congelen en el temps, aquí es mostren els personatges envellint. Emma i Danny, que es mostraven com a petits, ara es mostra com a nens grans.
De vegades, la tira es serialitza amb la història durant una setmana o més de vegades. La sèrie de tractaments de fertilitat de Susan i Harvey i, posteriorment, la seva sèrie d'adopció es van desenvolupar amb pauses des del 1997 fins al 1998. La sèrie de tractaments de fertilitat va començar el 16 de desembre de 1996 fins a l'11 de febrer de 1998 en un total de 35 tires diàries. La sèrie d'adopcions es va solapar amb la sèrie de fertilitat i va començar el 16 de desembre de 1996 i es va allargar fins al 16 de maig de 1998 en un total de 32 franges diàries.
Entre l'1 de juliol i el 22 de novembre de 2008 es va publicar una sèrie extensa sobre la violència domèstica i les relacions abusives. La Maeve ofereix consells i suport a la seva amiga, Tamara, que se sent atrapada en un matrimoni abusiu. Una sèrie al lloc de xarxes socials Facebook va funcionar durant una setmana des de l'11 de maig de 2009 fins al 17 de maig de 2009 en què es demostra que Susan és recentment addicta al lloc.

## Còmics
1. Hello, Daughter, Plan Nine Publishing
2. Coffee, Tea, and Reality: A Between Friends Collection, Andrews McMeel Publishing, ISBN 0-7407-4134-9